# Sealizacja
Sealizacja jest to proces zwiększający odporność powierzchni blachy na oddziaływanie tlenu atmosferycznego, pod wpływem którego traci ona właściwości hydrofilowe.
Metody sealizacji działania na aluminium:
- gorącą wodą
- parą wodną
- roztworem